# Muiños
Muiños (oficialmente en gallego: Muíños) es un municipio español situado en la provincia de Orense, Galicia, concretamente al sur de la misma, en la Comarca de La Baja Limia a unos 680 metros de altitud, justo en la frontera con Portugal.

## Geografía
El término tiene 109 km² y aproximadamente 2000 habitantes según las últimas estimaciones del INE. Ubicado sobre los valles del río Limia (embalse de las Conchas) y del río Salas, junto a la frontera portuguesa. Comparte con este país vecino el parque natural Baja-Limia, en la Sierra de Jurés.
Se puede llegar al Concello (Ayuntamiento) de Muiños a través de la Autovía de las Rías Bajas, tomando el desvío de Ginzo de Limia y pasando por Vilar de Cas, que es el primer pueblo del municipio llegando desde esa dirección.

## Demografía
| Gráfica de evolución demográfica de Muíños entre 1900 y 2022 |
|                                                              |
| Datos según el nomenclátor publicado por el INE.             |

## Organización territorial
El municipio está formado por treinta y nueve entidades de población distribuidas en doce parroquias:
- Barjeles[3] (Santa María)[8]
- Cados (Santa María)
- Couso de Salas (Santiago)
- Farnadeiros (San Pedro)
- Germeade[3] (San Miguel)[9]
- Maus de Salas[3] (Santa Eulalia)[10][11]
- Muiños (San Pedro)[3][4]
- Parada de Ventosa (San Pedro)
- Porqueirós (San Andrés)[12][13]
- Prado[3] (San Salvador)[14][15][13]
- Requiás (Santiago)
- Souto[3] (Santa María)[16][13]

## Turismo rural
Aparte de la ganadería y de la agricultura, de vital importancia en toda la Baja Limia, Muíños despunta por su turismo rural, que ofrece actividades para los visitantes como senderismo o piragüismo. Para tal fin se encuentra un albergue y distintas casas rurales.
Playa fluvial a 500 m del pueblo, gracias a un embalse hecho en el mismo río. En la orilla del río podemos encontrar unas pozas de aguas termales. Estas aguas tienen una temperatura de 50° y tardan alrededor de 30 años en salir a la superficie.
Además de las pozas, también se puede disfrutar de piragüismo, patines de agua a pedales, fútbol, baloncesto, senderismo, ala delta y un sinfín de actividades relacionadas con la naturaleza.

### Pazo de los Texada
Típica casa solariega con varios anexos para funciones 
agrícolas, entre los que cabe destacar su espléndido palomar. 
Tiene capilla anexa, escudo de armas en su frente y todos los 
elementos que caracterizan la arquitectura paceña. 
En el blasón pueden verse, entre otros, los 
distintivos de la orden de Santiago.

## Fiestas
Festas das Sopas do burro cansado, celebradas el primer fin de semana de agosto, gozan de fama por toda la provincia de Orense.